# 阿道夫·加兰德
阿道夫·加兰德（德語：Adolf Galland，1912年3月19日—1996年2月9日），納粹德國空軍中将，德国著名戰鬥機王牌，曾在二次大戰期間擔任空軍戰鬥機總監職務。

## 生平

### 少年時期
加兰德出生在位于今下薩克森的一个小镇韋斯特羅爾特，家中排行第二，哥哥是位律师，下有兩個弟弟。12岁起开始做飞机模型，16岁开始飞滑翔机，1932年，加兰特从兴登堡高中毕业。同年进入汉莎（Lufthansa）航空学校接受民航機飞行训练，1年后得到第一张飞行执照。此时的德國政府開始成立“黑色空军”，加兰德被“邀请”進入空軍成為战斗机飞行员。1935年，加兰德驾驶Fw 44教練機進行飞行训练的时候發生意外，造成眼睛部分失明，虽然在指挥官瑞特尔少校的協助下得以继续飞行，但是1年后又再次坠机进了医院，不死心的他，把醫院视力表上每一个字母和数字的排列顺序硬背了下來而通過了体检，不過第一次坠毁时留下的玻璃碎片一生都留在他的眼睛里。

### 西班牙內戰
1937年5月7日，加兰德以所謂“志愿者”的身份被送到西班牙，加入了兀鹰军团，主要以亨克尔He 51戰鬥機双翼机执行地面支援任务，执行了超过 300 次的飞行任务。作战中他发展了俯冲轰炸技術與一些新的对地攻击战术，离开西班牙前，加兰德获得了弗朗戈政府颁发的鑽石黃金西班牙十字勳章，西班牙历史上只颁发过28次這只勋章。

### 第二次大戰
二次大战开始后，加兰德在波兰進行地面攻击任务，驾驶機種改為Hs 123俯衝轟炸機，1939年10月1日，獲頒铁十字勋章，但被調往第27戰鬥機聯隊的安排令他十分不满，因为这样一来作战的机会就不多了。他于是經常私自出击，從1940年5月12日取得初次战果，一直到法国战役结束，一共击落12架敌机。
之后，加兰德以第26戰鬥機聯隊第3大隊長的身份，參與了不列颠空战，第一次出击就击落2架敵軍战机。7月18日升为少校；8月22日达到17架击坠數，獲頒宝剑骑士铁十字勋章，并成为第26戰鬥機聯隊的指挥官；9月25日，击坠数达40架，希特勒亲自颁发了橡叶宝剑骑士铁十字勋章；11月1日，击坠數达到50架，被晉升为中校；12月的時候就已经是上校了。1941年7月21日，击坠數達到70，被击坠次數2。
1941年11月17日，恩斯特·乌德特自杀，战斗机总监莫德尔斯从俄国赶回时飞机失事身亡，戈林任命加兰德为新的战斗机总监。1942年1月28日，希特勒第3次接见了加兰德，并在他的勋章上加上了钻石，他是全德軍第二位得到「鑽石橡叶宝剑骑士铁十字勋章」榮譽的人。

### 雷霆作战
1942年3月，初任总监的加兰德策畫了一次战斗机掩护行動（海峽衝刺），要掩护德國海軍三艘主力艦（沙恩霍斯特号戰艦、格奈森瑙號戰艦、歐根親王號重巡洋艦）由法國的布雷斯特出發，衝過英吉利海峽回到漢堡。此一戰果讓他被提升为少将，不久后，才剛滿30歲的加兰德就又被提升为中将，卻同時也因此失去了升空的乐趣。主要工作变成了巡视驻扎各地的战斗机联队和坐办公室，不過他仍时常违反规定升空作战。
身處高位後，加兰德漸漸不滿於希特勒的刚愎自用和不當指挥，和戈林的衝突也越来越大，戈林常把盟军轰炸成功和德軍的损失都归咎于战机飞行员，最终导致了1945年1月战斗机飞行员的“反叛”，之后加兰德即被解职。
加兰德因為被解職，而得到了成立他自己的第44戰鬥機中隊（JV 44）的机会。他的中队成員包括格爾哈德·巴克霍隆，瓦尔特·克鲁平斯基，海因茨·巴尔，埃里希·霍哈根，京特·吕左，威廉·赫格特，每一個都是得过骑士铁十字勋章的王牌。1945年4月26日是加兰德最后一次參與战爭，在击落1架轰炸机后，被护航的P-47D击中迫降，總擊墜數104架。

### 戰後

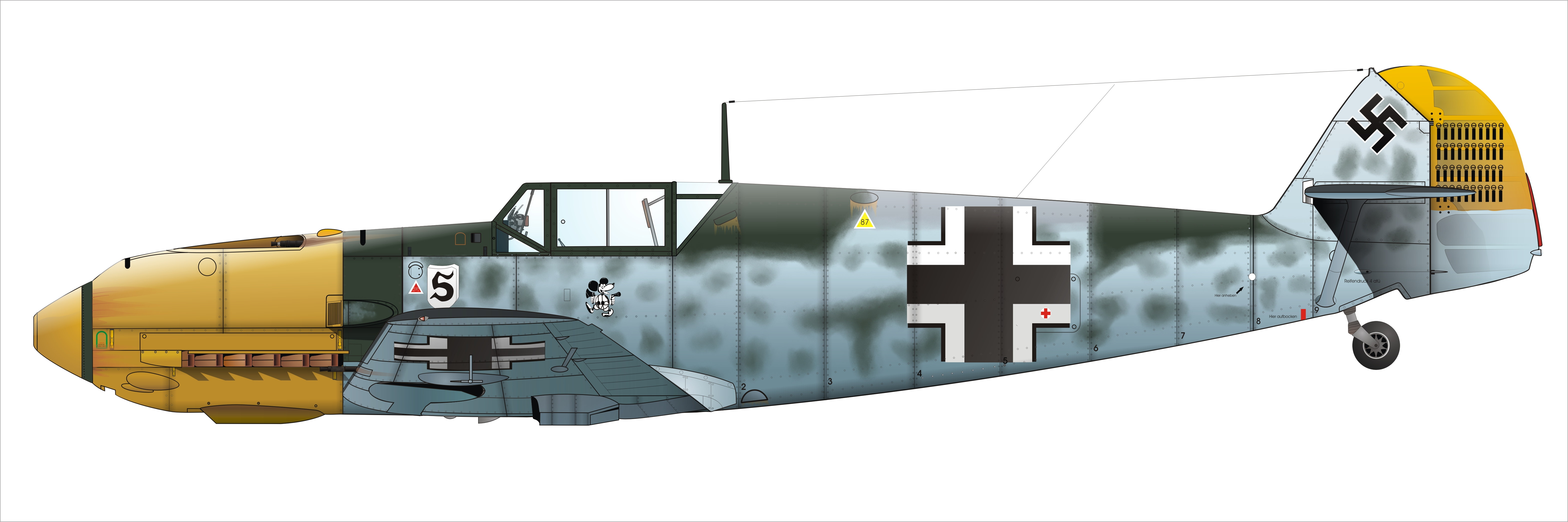
Bf 109戰鬥機

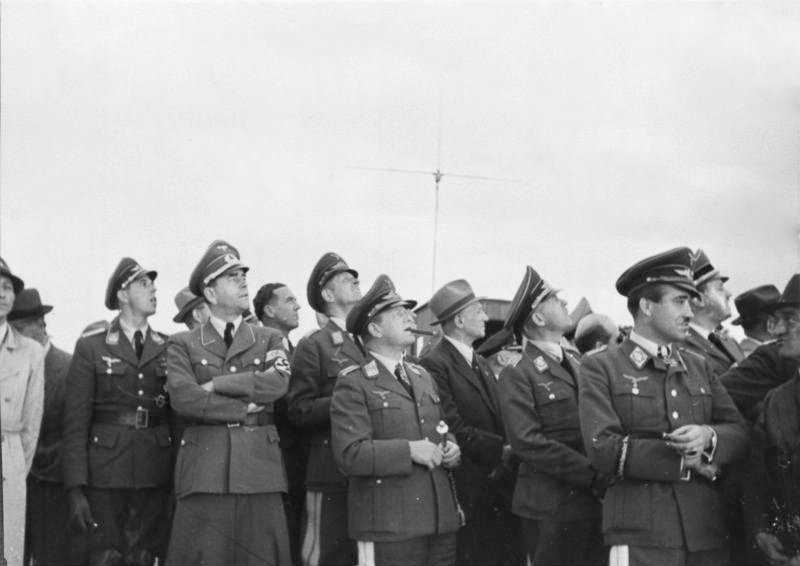
1943年9月5日至7日，阿道夫·加兰德正在雷赫林（Rechlin）視察新戰機

1945年5月14日他被美軍俘擄，1947年獲釋。战后，加兰德接受了庇隆总统的邀请，在阿根廷建立了一个航校训练飞行员。1954年他出版了自傳《The First And The Last : Adolf Galland》。台灣星光出版社有出版中譯本，書名《鐵十字戰鷹》（ISBN 9789576776427）。

## 軼事

### 致命的米老鼠
加兰德著名的機身標誌是一隻抽雪茄的米老鼠，米老鼠左侧是 JG26 的徽章，下方是 JV44 的徽章，代表著曾任这两个联队的指挥官的加兰德。他的梅塞施密特是全德国空军中唯一装有雪茄点火器的战斗机，並加装了一個雪茄匣，讓他在使用氧气面罩時能把雪茄放進去。

### 家庭
加兰德有两个弟弟，同樣是擊墜數超過5的王牌飛行員：
- 保羅·加蘭德（Paul Galland），擊墜數17，1942年10月31日驾驶Fw 190A-4(WNr 2402)被喷火击落。
- 威廉-費迪南·加蘭德（Wilhelm-Ferdinand "Wutz" Galland），擊墜數54，曾獲骑士铁十字勋章，1943年8月17日驾驶Fw 190A-5被P-47雷霆击落。

## 军階
- 1934年10月，少尉（Leutnant）
- 1939年10月1日，上尉（Hauptmann）
- 1940年7月18日，少校（Major）
- 1940年11月1日，中校（Oberstleutnant）
- 1940年12月4日，上校（Oberst）
- 1942年12月，少将（Generalleutnant）
- 1944年11月，中将（Generalleutnant）

## 外部連結
- 像天使一般飛翔-Me 262簡史
- 三十岁时便被晋升为将军军衔的空军中将——阿道夫·格兰德 作者：Experten （页面存档备份，存于）
- JV44——“加兰德的马戏团” 作者：杨威利 （页面存档备份，存于）
- 加兰德访谈录 Part1 （页面存档备份，存于）
- 加兰德访谈录 Part2 （页面存档备份，存于）
- 加蘭德生平、玩具與戰績表